# Tesis
Una tesis (griego θέσις thésis «establecimiento, proposición, colocación», es información de «lo propuesto, lo afirmado, lo que se propone»; originalmente de tithenai, «archivar») es el inicio de un texto argumentativo, una afirmación cuya veracidad ha sido argumentada, demostrada o justificada de alguna manera. Generalmente enuncia una proposición científica, un axioma o un hecho demostrable.
Derivada del método científico, una tesis es la afirmación concreta de una idea que se expone de manera abierta y fundamentada. También puede llamársela teoría científica, toda vez que un sustento teórico puede ser considerado como parte del conocimiento establecido. Normalmente en un texto argumentativo se conforma la opinión que tiene el articulista sobre el tema del que está hablando. Después de eso el articulista defiende su tesis con argumentos.
En la antigua Grecia, principalmente en el contexto de la medicina, se trataba de una afirmación que el sustentante exponía. Sus ideas se sometían a un interrogatorio, una discusión o prueba dialéctica para sostener en público las posibles objeciones que le oponían los examinadores.[cita requerida]
Una tesis se considera como la afirmación culminada de una hipótesis para la cual puede incluso no existir ningún tipo de evidencia inicial y los hechos que la apoyan pueden estar en gran medida por descubrir. Una tesis se interpreta generalmente como una proposición ya demostrable cuyo objetivo consiste en hacer válido, en un sentido eficazmente ya que pragmático, lo «esencial» de lo «complejo de las proposiciones».
Los pasos encaminados a validar o invalidar una hipótesis, para establecerla provisionalmente como una tesis justificada, dependen del tipo de reglas propicias para esto.
Literalmente la tesis es la opinión, el punto de vista del escritor, y a partir de ella, se crean los argumentos y como conclusión el texto argumentativo, muchas veces representado en cartas al director.
Una tesis es un documento de carácter expositivo, donde se presentan los resultados obtenidos por el aspirante en su trabajo de investigación. Los resultados se deben conducir de forma sistemática, lógica y objetiva, para la posible búsqueda de soluciones al problema de estudio planteado.
Existen muchas y diversas definiciones de lo que es una tesis.
La académica Claudia Gómez Haro propone esta caracterización: 

“La tesis es un género académico que se caracteriza por la identificación de un problema de conocimiento que se resuelve a través de la investigación y la argumentación lógica. En otras palabras, la tesis es algo más que un mero reporte de información y/o un conjunto de opiniones. La tesis es, en todo caso, un análisis crítico de la información, con el fin de explicar, de manera objetiva, rigurosa y documentada, un fenómeno determinado. En este sentido la tesis es un trabajo original que se interpreta, innova o genera conocimiento. Se trata, entonces, de una aportación a la disciplina correspondiente.”

## Tesis en diferentes campos
Una tesis de investigación es un informe que concierne a un problema o conjunto de problemas en un área definida de la ciencia y explica lo que se sabe de él brevemente, lo que se haría para resolverlo, lo que sus resultados significan, y dónde o cómo se pueden proponer progresos, más allá del campo delimitado por el trabajo.   Generalmente se elaboran tesis de grado por los estudiantes de término para en caso de aprobarla, alcanzar los grados académicos universitarios de licenciatura, maestría y doctorado.
- En muchas ocasiones las tesis resultan polémicas o conflictivas. Un ejemplo de esto es el de Lutero en 1517 cuando lanzó sus 95 tesis en contra de la indulgencia.
- En compañía de la antítesis y la síntesis forma la «tríada» de la dialéctica de Hegel.
- Una forma científica de una tesis es la hipótesis (del griego antiguo ὑπό- hypo- «debajo de», es decir, suposición).

Tesis científica
Una tesis científica es sometida a un sistema especial de reglas. Para aumentar la aceptación de una tesis en el campo de las ciencias naturales, una tesis debería:
- Tener una conclusión clara y definida.
- Debe ser objetivo, basarse en datos, ensayos y hechos, no en prejuicios o pareceres.
- No limitar a ninguna otra tesis aceptada.
- No contener ninguna contradicción lógica.
- Ser probada con hechos corroborables.
- Debe ser específica y no caer en generalizaciones. No ser una evidente opinión.
- Destacar la importancia del método.